# Arco de Adriano (Gerasa)
El Arco de Adriano es una antigua estructura romana en Gerasa, Jordania. Es una puerta de 11 metros de altura de triple arco erigida para honrar la visita del Emperador Romano Adriano a la ciudad en el invierno de 129-130. El arco originalmente tuvo alrededor de 22 metros de altura junto con puertas de madera. Presenta algunas características arquitectónicas poco convencionales, posiblemente nabateas, como bases de acanto. Las columnas están decoradas con capiteles en la parte inferior en lugar de en la parte superior. El monumento sirvió como arco conmemorativo y como acceso a Gerasa. La relativa lejanía del arco de las murallas de la ciudad indica un posible plan de expansión hacia el sur de Gerasa durante su apogeo. La expansión no se realizó.

## Descripción
En 2005, se estaba restaurando el arco.  La reconstrucción se completó en 2007 y el arco tiene actualmente 21 metros de alto, 37.45 metros de largo, y 9.25 metros de anchos.
Cada cara del arco tiene cuatro columnas adosadas sobre pedestales y bases. Cada pedestal tiene 2.20 metros de alto, 2.25 metros de ancho y 1.20 metros de profundidad. El fuste de las columnas presenta decoración sobrepuesta de hojas de acanto en su parte inferior.
En la parte inferior hay tres pasillos abovedados y cada uno de estos es flanqueado por dos columnas con capiteles corintios, coronado por una hornacina sobre un entablamiento pequeño, flanqueada por columnillas corintias que soportan un frontón triangular.
El arco es coronado con un ático, el cual pudo llevar una inscripción dedicatoria. La parte más baja del ático está decorada con un friso de hojas de acanto, mientras que la parte central tiene un frontón triangular.

## Inscripción
En el año 130 d. C. se adjuntó una inscripción en una tabula ansata de mármol, la cual ocupa un área de 1.03 metros de altura y 7.14 metros de ancho, con letras de entre 12 y 13 centímetros de alto. En ella se declara que la construcción se hizo gracias a la donación de un tal Flavio Agripa para honrar la visita imperial (adventus Augusti) de Adriano.